# Religió a Malawi
Religió a Malawi (estimacions del 2020)
El cristianisme és la religió més professada al Malawi, on també hi ha poblacions importants de seguidors de l'islam i de les religions tradicionals. El pluralisme religiós és alhora un valor social destacat i així figura a la constitució del país.
Malawi és un estat laic. Les festes cristianes de Nadal i Divendres Sant són reconegudes com a festes nacionals.

## Demografia

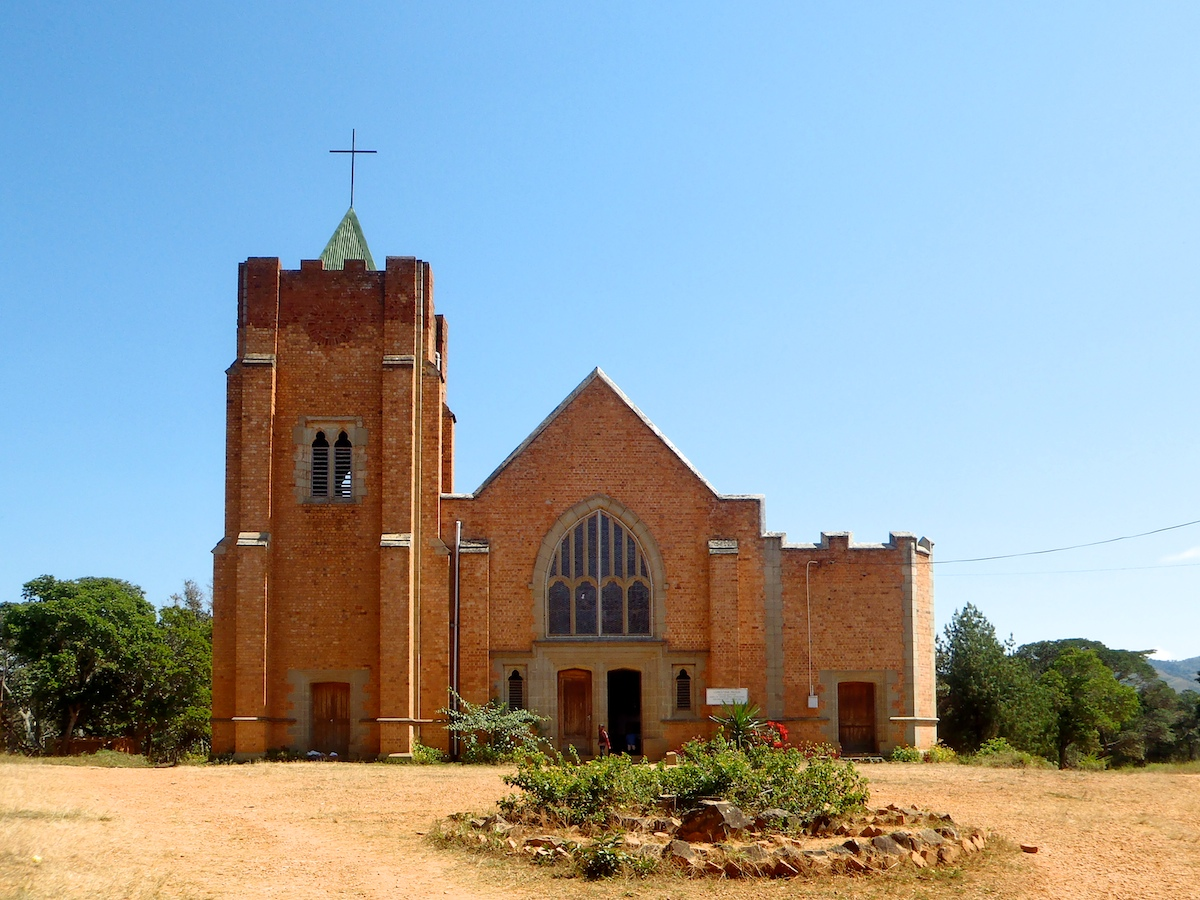
Catedral de Santa Helena a Livingstonia

Malawi és un país de majoria cristiana, amb una important minoria musulmana. Les enquestes governamentals indiquen que el 87% del país és cristià, amb una minoria d'11,6% de població musulmana. Segons la World Religion Database, els protestants eren el grup més gran de cristians el 2020. Les esglésies cristianes més grans de Malawi són l'Església catòlica romana, seguida pel 19% dels malawians, i l'Església Presbiteriana de l'Àfrica central (CCAP) a la qual pertany el 18%. La CCAP és la denominació protestant més gran de Malawi amb 1,3 milions de membres. Hi ha denominacions presbiterianes més petites com l'Església Presbiteriana Reformada de Malawi i l'Església Presbiteriana Evangèlica de Malawi. També hi ha un nombre menor d'anglicans, baptistes, evangèlics, adventistes del setè dia i luterans.
La major part de la població musulmana és sunnita, ja sigui dels grups shafi'i o hanafites.
Altres grups religiosos del país inclouen presbiterians, adventistes del setè dia, anglicans i pentecostals, rastafaris, hindús, bahá'ís (0,23% ) i un petit nombre de jueus i sikhs;

## Estatus legal
La constitució de Malawi prohibeix la discriminació basada en la religió i preveu la llibertat de consciència, religió, creences i pensament. També especifica que eliminar la intolerància religiosa és un objectiu de l'educació a Malawi.
L'ensenyament religiós és obligatori a les escoles públiques de primària, sense cap disposició d'exclusió, i està disponible com a optativa a les escoles públiques de secundària. En algunes escoles, el currículum religiós és un curs de "coneixement de la Bíblia" orientat als cristians, mentre que en altres és un curs interreligiós d'"educació moral i religiosa" que es basa en les religions cristiana, islàmica, hindú i bahá'í. Segons la llei, els comitès de gestió de l'escola local, elegits en les reunions de l'associació de pares i mestres, decideixen quin currículum religiós utilitzar. Les escoles privades cristianes i islàmiques ofereixen instrucció religiosa en les seves respectives religions. Les escoles híbrides “subvencionades” són gestionades per institucions privades, generalment religioses, però el seu personal docent és pagat pel govern. A canvi d'aquest suport econòmic, el govern tria una part important dels estudiants que assisteixen. A les escoles subvencionades, una junta designada pels operadors de l'escola decideix si s'utilitzarà el currículum “Coneixement de la Bíblia” o “Educació moral i religiosa”.
Els nens rastafaris s'enfronten a obstacles per obtenir educació, ja que els escolars de Malawi generalment han d'afaitar-se el cap i la pràctica religiosa rastafari els obliga a portar rastes. Això ha provocat que a diversos nens rastafaris se'ls negui l'accés a les escoles públiques, tot i que la majoria admet afaitar-se el cap i complir les normes de l'escola. El litigi està en curs l'any 2023, però el 2020 ja es va emetre una ordre cautelar del Tribunal Superior, que obligava el Ministeri d'Educació a permetre que tots els nens rastafaris es matriculin a les escoles governamentals. El MOE també està estudiant una política per als nens musulmans que vulguin portar un hijab.
L'any 2007, es va assenyalar que el pluralisme religiós està consagrat per la societat de Malawi, i els membres de religions cristiana, musulmana i hindú participen regularment de la societat civil junts.

## Llibertat religiosa
El 2023, el país va rebre una puntuació de 4 sobre 4 per a la llibertat religiosa.